# Xplorer²
Xplorer² est un logiciel de l'éditeur Nikolaos Achilleos Bozinis basé sur l'explorateur Windows.
Il permet, entre autres, un affichage en double fenêtres, un aperçu et une arborescence, ainsi que des onglets de fenêtres.
Les deux fenêtres peuvent avoir un mode d'affichage différent (liste et vignettes, par exemple) et plusieurs onglets chacune.